# 1971 en Nouvelle-Écosse
Chronologie de la Nouvelle-Écosse
- 1967
- 1968
- 1969
- 1970
- 1971
- 1972
- 1973
- 1974
- 1975

Cette page concerne des événements d'actualité qui se sont produits durant l'année 1971 dans la province canadienne de la Nouvelle-Écosse.

## Politique
- Premier ministre : Gerald Regan
- Chef de l'Opposition :
- Lieutenant-gouverneur : Victor deBedia Oland
- Législature :

## Naissances
- 29 mars : Jason Firth (né à Dartmouth) est un joueur professionnel de hockey sur glace canadien.

- 8 juin : Jeffrey Douglas est un acteur canadien né le 8 juin 1971 à Truro.